# Художній музей Ліми
12°03′38″ пд. ш. 77°02′13″ зх. д. / 12.060445694444° пд. ш. 77.036969611111° зх. д.
Художній музей Ліми ісп. Museo de Arte de Lima, MALI) — художній музей у центрі столиці Перу місті Лімі; об'єкт культурної спадщини країни; офіційно відкритий у березні 1961 року.

## Загальна інформація
Розташований у будівлі в стилі неоренесанс, зведеній за проектом італійського архітектора Антоніо Леонарді в 1872 році.
Загальна виставкова площа складає 4 500 м ².

## З історії музею
У 1954 році в Лімі було створено художнє товариство Патронат красних мистецтв (Patronato de las Artes), діяльність якого була спрямована на розвиток культури та мистецтва в Перу у спосіб створення художнього музею, який дотепер не існував у країні. 
У 1959 році товариству вдалося досягти своєї мети: міська рада надала йому в оренду будинок Палацу Виставки, побудованого для Міжнародної виставки, що проходила в Лімі в 1872 році. 
Відтак, у березні 1956 року в будівлі почалася реставрація, що здійснювалась за проектом перуанських архітекторів Ектора Веларда та Хосе Гарсії Брайса. 
Перша виставка у новому музейному закладі відбулася вже наступного (1957) року — вона була присвячена французькій промисловості та культурі, що стало вдячністю за фінансову участь Франції у проекті його створення.
Фактично музей відкрив двері для відвідувачів у 1959 році, але формальною датою його відкриття вважається 10 березня 1961 року, коли відбулася урочиста церемонія за участю президента Мануеля Прадо-і-Угартече. 
1966 року в музейній будівлі з'явилась реставраційна майстерня-лабораторія.
У 1974 році музейну споруду визнали пам'яткою архітектури, а 1979 року з'явилася ухвала Верховного суду Перу, згідгно з якою приміщення музею було оголошено «призначеним виключно для культурних цілей».
1986 року в музеї відбулася реконструкція — було відремонтовано його бібліотеку, розташовану на першому поверсі. 
У 1993 році було створено програму «Друзі музею» (Programa Amigos del Museo, PAM) з метою встановлення більш тісних зв'язків між суспільством і музеєм, а через 3 роки (1996) в будівлі пройшов перший щорічний відтоді художній аукціон. 
1998 року художнє товариство та місцева влада підписали новий договір оренди, який продовжив її ще на 30 років (до 2028 року).
За роки свого існування музей отримав численні пожертвування як від влади та громадян країни, так і від іноземних урядів, зокрема США. 

## З експозиції та діяльності
Художній музей Ліми представляє як постійну експозицію, що охоплює 3 000 років: від мистецтва доколумбової Америки до сучасного мистецтва Перу, так і проводить тимчасові виставки.
Музею передавалися в дарунок як предмети доколумбового мистецтва, так і твори сучасного мистецтва. 
Серед робіт, створених після 1940 року, у музеї представлені твори перуанських художників Фернандо де Шишло, Тільси Цучиї та Херардо Чавеса. 
Музей також прагне продемонструвати і художні тенденції кінця XX — початку XXI століть.